# Зибрт, Ченек
Винценц (Ченек) Ян Зибрт (чеш. Vincenc (Čeněk) Jan Zíbrt; 12 октября 1864 года, Костелец-над-Влтавоу — 14 февраля 1932 года, Прага) — чешский этнограф и историк, специализирующийся на народной культуре, эзотерик.

## Биография
В 1900—1912 годах вышла подготовленная им пятитомная «Библиография чешской истории». С 1882 года являлся редактором основанного им журнала «Чешский народ» (чеш. Cesky lid). Широкую известность ему принесли работы по истории культуры, этнографии и фольклористике. Он обогатил науку новыми данными по истории ремесла, торговли, права, музыки и т. д.
1 декабря 1912 года избран Членом-корреспондентом Императорской Санкт-Петербургской Академии Наук по Отделению русского языка и словесности.